# Pácora

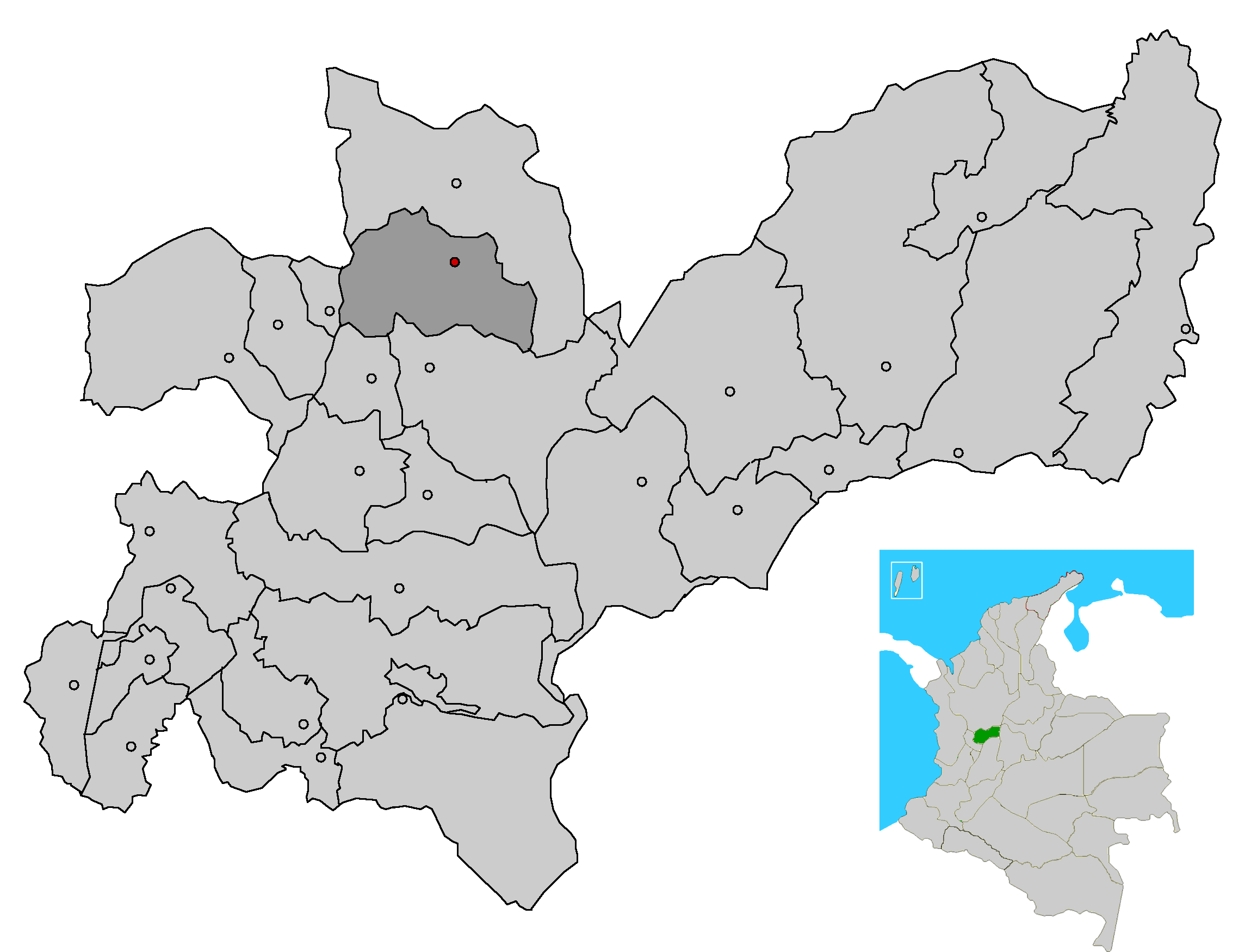
Localização de Pácora no departamento de Caldas.

Pácora é um município localizado no departamento colombiano de Caldas.